# Axel Henriksson (fotbollsspelare)
Per Axel Nils Henriksson, född 16 april 2002, är en svensk fotbollsspelare (mittfältare) som spelar för Blackburn Rovers i engelska Championship. Han har tidigare representerat Gais.

## Biografi

### Ungdomsår
Henriksson är uppvuxen i Björlanda. Han började tidigt spela fotboll i IK Zenith, men ägnade sig i ungdomen även åt friidrott; han hoppade längdhopp och höjdhopp och har tagit medalj på 60 meter häcklöpning i världsungdomsspelen.
När han var i femtonårsåldern lockades han över till BK Häckens akademi. Han stack till att börja med inte ut i ungdomslagen, men 2020 blev han en av de viktigaste spelarna i Häckens U19-lag. Han fick under tränaren Andreas Alm förtroende att träna med klubbens A-lag, och spelade även tränings- och cupmatcher för A-laget. Under en träningsmatch i april 2021 råkade Henriksson ut för en svår skada, då det bakre korsbandet slets av. Han fick sedan inget lärlingskontrakt med Häckens A-lag, där Per Mathias Høgmo hade tagit över som tränare, och ville därför gå till en annan förening.

### Gais
Trots ett knä som inte var helt återställt värvades Henriksson inför säsongen 2022 av Gais, som då spelade i Ettan södra. I februari 2022 diagnostiserades han med den kroniska tarmsjukdomen Crohns sjukdom, men trots skade- och sjukdomsproblem gjorde han en strålande säsong 2022 för Gais, där han med 11 mål på 20 matcher snabbt blev en publikfavorit. I juni drog han emellertid på sig en ny skada, en överansträngning i höften som gjorde att han inte kunde spela på tre månader. Efter att ha kommit tillbaka och fullföljt säsongen tvingades han åter till rehab av höften under vintern och våren innan han kunde göra comeback i Gaiströjan borta mot GIF Sundsvall den 6 juni 2023, då han blev inbytt i den 65:e minuten. Det var även hans Superettandebut. Den 11 augusti 2023 skrev han på ett nytt treårskontrakt med Gais, och dagen därpå gjorde han sitt första Superettanmål då han gjorde 2–0-målet i en 4–0-seger borta mot IK Brage. Totalt gjorde han 6 mål och 3 assist på 17 matcher, och var en viktig pjäs när Gais som nykomling slutade tvåa i serien och gick upp i allsvenskan. Efter säsongen tilldelades han priset som årets unga spelare i Superettan.
Till Allsvenskan 2024 fick Henriksson äntligen inleda säsongen i stort sett skadefri, och han gjorde sitt första allsvenska mål i en derbyseger (2–1) mot IFK Göteborg i maj 2024. Han följde upp det med två mål när Gais hemmaslog fjolårstvåan Elfsborg en dryg vecka senare. Efter att dessutom ha stått för två assist i segern mot BK Häcken i omgången därpå röstades han fram till Allsvenskans bäste spelare för maj 2024. Totalt gjorde Henriksson åtta mål och tre assist på 26 matcher när Gais slutade sexa i Allsvenskan 2024. I Allsvenskan 2025 stannade han på ett mål på tolv matcher under våren och sommaren innan han såldes.

### Blackburn Rovers
I augusti 2025 värvades Henriksson av engelska Championshipklubben Blackburn Rovers, där han skrev på ett fyraårskontrakt med option på ytterligare ett år.

## Spelstil
Henriksson beskrivs som en lite gammaldags, närkampsstark spelare med otrolig vilja och energi, som ser ytor och har en förmåga att löpa in i dem med god tajming. Trots att det inte alltid ser så ut när han spelar har han också bra teknik.
| ”                                                                                             | Nu lyckades den där dåren göra två mål igen. Jag är inte förvånad. Han är alltid skadad men kommer tillbaka och gör flest mål. Han gör mål i rätt matcher också. | „ |
| – Mergim Krasniqi till Göteborgs-Posten efter att Henriksson gjort två mål mot Elfsborg 2024. | |   |